# Enregistrament magnètic de vídeo
L'enregistrament magnètic de vídeo és el procés pel qual s'aconsegueix enregistrar un senyal de vídeo transmès a través d'un corrent elèctric en un suport que emmagatzemi aquesta informació de forma permanent i que aquesta informació pugui ser reproduïda posteriorment a través del mateix suport. L'enregistrament magnètic de vídeo segueix els mateixos principis físics i processos semblants a l'enregistrament magnètic de so.

## Principis físics de l'enregistrament magnètic
L'enregistrament magnètic de vídeo es basa en el principi físic de l'electromagnetisme.

### Magnetisme
- Magnetisme és la capacitat que tenen determinats materials fèrrics d'atreure o de repel·lir altres materials de similars característiques.

Les propietats magnètiques poden ser pròpies per naturalesa (cas dels imants) o poden ser adquirides per inducció magnètica. Per exemple, atraiem una clip amb un imant i, mentre aquest clip estigui magnetitzat per la influència de l'imant, tindrà la capacitat d'atreure altres clips.
- Els materials magnètics ho són per l'especial disposició dels seus àtoms. Aquests àtoms estan agrupats formant petits camps. Cadascun d'aquests camps, cada domini magnètic, té idèntiques propietats magnètiques que un imant. Una petita partícula ferromagnètica posseeix milions de dominis magnètics, cadascun amb el seu pol negatiu i el seu pol positiu

En estat natural, és a dir, quan no estan magnetitzades; les partícules ferromagnètiques tenen els dominis magnètics completament desordenats. Una vegada sotmesos a la inducció magnètica, els dominis magnètics s'ordenen (es disposen en el mateix sentit) i es diu que han estat magnetitzats. En l'enregistrament magnètic, induïm el magnetisme en el suport. Aquesta és la causa que aquests suports portin en la seva superfície una capa de partícules fèrriques.

### Reminiscència magnètica
És evident que l'enregistrament magnètic té l'objectiu de guardar informació permanentment, sense que aquesta es perdi. Per tan, les cintes magnètiques utilitzades han d'estar fabricades de material que no es desmagnetitzi amb el temps. Els materials utilitzats per a l'enregistrament magnètic han de ser d'alta remanència magnètica. El cicle d'histèresi (histèresi magnètica) és el fenomen que explica la remanència, és a dir, que la informació magnètica romangui encara en absència del camp magnètic que la va crear. Per tant, la histèresi és la que permet l'emmagatzematge d'informació.
Són materials ferromagnètics aquells que després d'haver sigut sotmesos a l'acció d'un camp magnètic intens queden convertits, al mateix temps, en un imant. Materials com el ferro, el níquel, el cobalt i aliatges d'aquests formen part d'aquest grup i ja eren utilitzats en el procés de fabricació de les cintes magnètiques de so.

### Electromagnetisme
Històricament, el magnetisme i l'electricitat havien estat tractats com a fenòmens diferents i, per tant, eren estudiats per ciències diferents. No obstant això, els estudis de diferents científics com Oersted i Michael Faraday van demostrar que electricitat i magnetisme estaven íntimament relacionats.
Va ser el físic James Clerk Maxwell qui va ser el pioner del descobriment del camp electromagnètic i les interaccions elèctriques i magnètiques que es donen en ell.
- El electromagnetisme, en el qual es basen els enregistraments magnètics, consisteix a crear un camp magnètic per l'acció que produeix el corrent elèctric en passar per un electroimant.

Un electroimant consisteix, bàsicament, en una bobina de coure amb nucli de ferro que té la capacitat de magnetitzar a altres elements. És a dir, que pot imantar. L'electroimant constitueix el nucli del capçal d'enregistrament de qualsevol sistema d'enregistrament magnètic.

## Procés

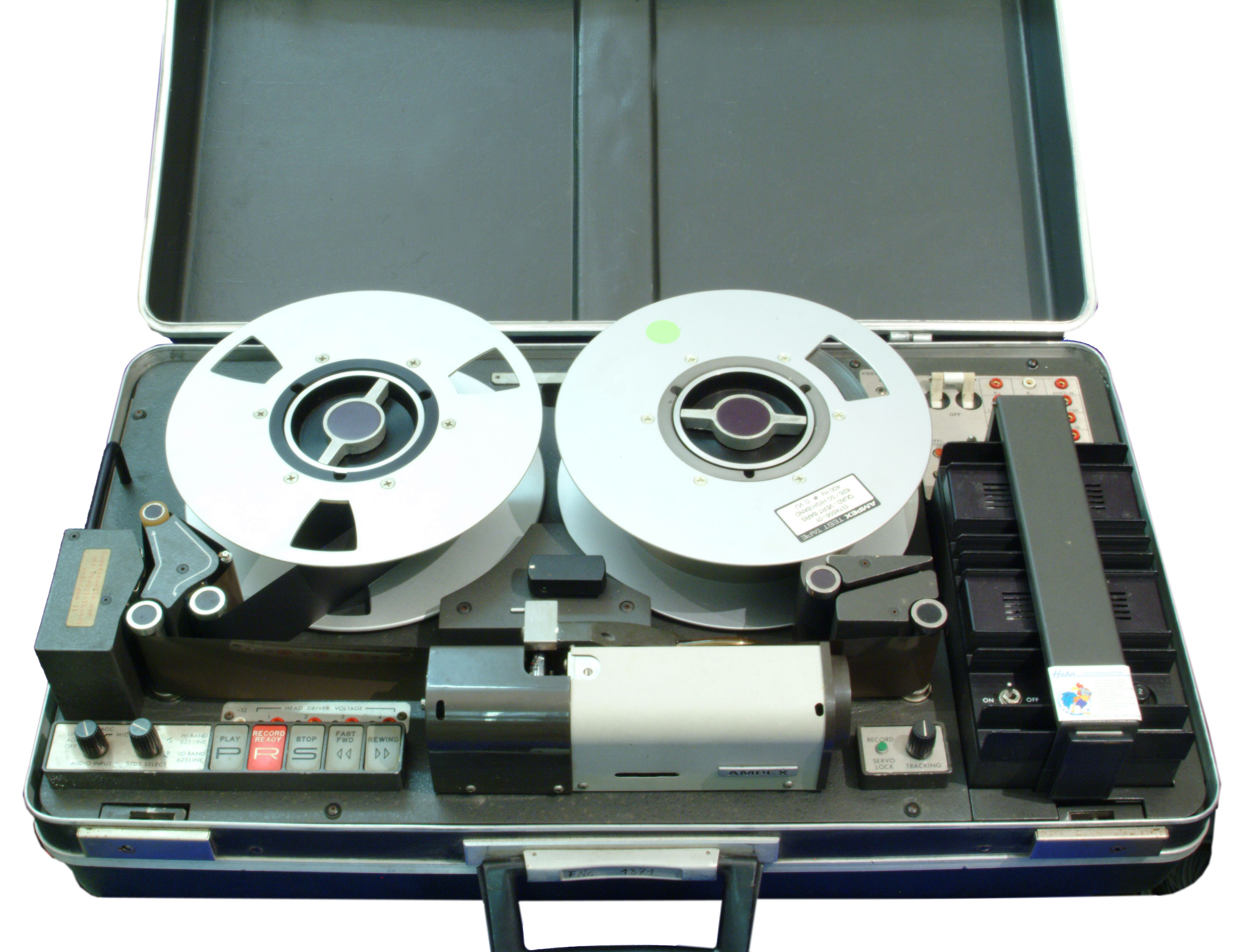
Magnetoscopi

### Enregistrament
El procés d'enregistrament magnètic d'un senyal elèctric procedent d'una càmera es genera a partir de l'efecte electromagnètic. L'enregistrament es realitza sobre una cinta de material ferromagnètic, una cinta sobre la qual els efectes d'un camp magnètic varien les seves partícules de forma permanent.

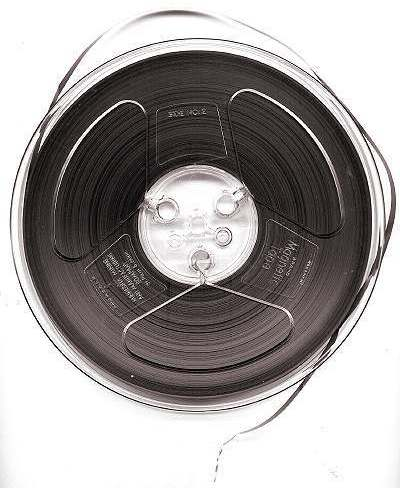
Cinta magnètica.

Qualsevol fil conductor pel qual circuli un corrent elèctric genera, al seu entorn, un camp magnètic d'intensitat proporcional a la magnitud d'aquella corrent. L'enregistrament magnètic s'efectua en el cap magnètic, un fil conductor en forma de bobina embolicat a un nucli que genera un camp magnètic proporcional al corrent aplicat al fil conductor. En el cap es produeix la conversió de les variacions de tensió en variacions de camp magnètic. És a través d'aquest cap magnètic per on es desplaça la cinta magnètica en la qual es vol enregistrar.
Perquè la transformació del corrent elèctric variable, és a dir, la l'impuls que transmet la càmera de televisió, a variacions del camp magnètic afecti al material ferromagnètic (partícules repartides sobre la cinta) amb suficientment intensitat com perquè aquest s'exciti i les seves partícules es magnetitzin, és aconsellable interrompre el nucli en un punt denominat entreferro. En aquest punt té lloc una dispersió cap a l'exterior del camp magnètic generat pel corrent, que és aprofitat per situar en íntim contacte la cinta magnètica que es veu així sotmesa a l'acció del camp. Les partícules de la cinta queden magnetitzades i orientades de forma permanent.

### Reproducció
El procés de reproducció és invers. Les partícules magnetitzades de la cinta magnètica, que es desplaça horitzontalment o longitudinalment a través de la bobina i contactant amb l'entreferro, generen un camp magnètic que indueix, a l'esmentat entreferro del cap magnètic (ara en funció lectora), un corrent elèctric proporcional a les variacions magnètiques gravades a la cinta. Com que el procés és reversible, el cap magnètic de la bobina tant pot servir per enregistrar una cinta com per reproduir-la.

## Dificultats d'enregistrament i reproducció
Els principis de la de la gravació i la reproducció poden ser aplicats tan a la imatge com al so. No obstant, la gravació i la reproducció d'imatges presenta complexitat, motius pels quals l'aparició del magnetoscopi va ser posterior a la del magnetòfon.
- El principal problema de l'enregistrament de vídeo radica en l'enorme amplada de banda del propi senyal de la imatge. L'amplada de banda ve determinada per la quantitat d'elements a transmetre (una imatge és més complexa que un so). Com més elements a transmetre, enregistrar o reproduir, més amplada de banda. Per exemple: un sistema de televisió de 625 línies de blanc i negre li correspon una amplada de banda de 5 MHz, mentre que el so necessita una amplada de banda variable entre 8 i 20 kHz, segons la qualitat d'aquest..
- Com més alta és la velocitat de desplaçament de la cinta magnètica més altes són les freqüències que poden enregistrar-se. A més, la màxima freqüència a enregistrar magnèticament és inversament proporcional a les dimensions de l'entreferro. Com més fi i precís sigui aquest, més altes seran les freqüències enregistrades.
- Una altra complexitat a afegir en l'enregistrament és que els caps magnètics del nucli han de començar a llegir la informació o marques magnètiques de la cinta amb una exactitud perfecta. És necessari que hi hagi una total correspondència en la posició dels entreferros dels caps magnètics amb les marques magnètiques de la cinta, el qual obliga a regular el posicionament i la velocitat dels caps magnètics d'enregistrament, i sobretot, de reproducció.
- Tant en l'enregistrament (poc influent) com en la reproducció (causa principal) de les cintes ha d'existir un contacte entre la cinta i el cap magnètic, per minimitzar les pèrdues de senyal i informació. Aquest frec constant entre el suport (cinta) i el lector o enregistrador (cap magnètic) produeix una pèrdua de qualitat de la informació a llarg termini.
- El tractament del senyal del vídeo de color: els magnetoscopis professionals compten amb circuits electrònics que els permeten treballar amb amplades de banda més elevades que els magnetoscopis domèstics o industrials. El senyal de color (crominància) se situa en la part superior de l'espectre de freqüències i els magnetoscopis domèstics o industrials no podrien tractar-la (ja que no estan dissenyats per freqüències tan elevades), si no fos per la incorporació d'uns circuits de tractament de senyal l'objectiu dels quals és el de traslladar el senyal de crominància a una banda de freqüència més baixa. En la reproducció es procedeix a la inversa, i el senyal de crominància torna a ser elevat a la seva freqüència original.
- La cinta pot desmagnetitzar-se si s'acosta a un imant o un corrent elèctric que generi un camp elèctric prou potent. Això altera les partícules de la cinta magnètica i resulta en la pèrdua de la informació emmagatzemada, informació irrecuperable.
- No permeten la multi-generació partir de la 4a o la 5a versió, per culpa de l'acumulació de pèrdua de qualitat.

Com l'últim punt indica, cada còpia d'una còpia o de l'original perd qualitat respecte la seva versió anterior. Aquesta pèrdua pot suposar una petita deformació del senyal original o un augment lleuger del soroll (xiuxiueig de fons). En addició als procés de còpia, és essencial conèixer la relació senyal/soroll d'un magnetoscopi. En tot el complex circuit es produeixen sorolls que es sumen al senyal útil del vídeo i que són amplificats com si del senyal vàlid es tractessin. La relació senyal/soroll és el coeficient entre la potència del senyal útil respecte al senyal innecessari. La unitat emprada és el decibel (dB). La qualitat d'un magnetoscopi està associada a una relació senyal/soroll més alta.

## Solucions a les dificultats
La complexitat de l'enregistrament d'imatges o vídeo va exigir respostes lligades al camp de l'enginyeria electrònica i de la micro-mecànica.
- Per garantir l'enregistrament d'un senyal amb una amplada de banda tan ampla com la de vídeo es fa que la cinta circuli a una elevada velocitat lineal. Per estalviar metres de cinta magnètica es fa girar als caps magnètics a la vegada que la cinta es desplaça longitudinalment. S'aconsegueix així un increment de la velocitat relativa entre el cap magnètic i la cinta que facilita l'enregistrament de les altes freqüències i es tradueix en un considerable estalvi de cinta.
- L'evolució de la micro-mecànica va permetre el desenvolupament d'entreferros molt fins, que van possibilitar l'enregistrament i la reproducció de les elevades freqüències del senyal de vídeo.
- Per regular el posicionament dels caps magnètics respecte a les marques magnètics enregistrades i a la seva velocitat de gir, es van incorporar, durant el procés de gravació, uns sincronitzadors gravats amb un cap magnètic independent sobre una pista longitudinal en la cinta de vídeo (cinta de control), o modulats amb la pròpia imatge. Aquests impuls són llegits, durant el procés de reproducció, per situar correctament el cap magnètic respecte les marques de la cinta. Els sincronitzadors regulen també la velocitat dels motors d'arrossegament així com el gir del capçal magnètic.
- L'exigència de que existeixi un íntim contacte entre la cinta magnètica i el cap ha comportat l'adopció de diferents sistemes com la creació d'una guia de buit, que faci l'adherència màxima, o l'embolicament helicoidal.

## Enregistrament transversal
Els problemes tecnològics que van retardar l'aparició dels enregistradors d'imatges respecte dels de so foren resolts l'any 1956 quan va sortir al mercat el primer magnetoscopi professional fabricat per la firma nord-americana AMPEX. Aquest magnetoscopi complia els requisits de qualitat per la radiodifusió ("broadcast") i emprava el sistema d'enregistrament transversal. Fou anomenat quàdruplex.
Utilitzava quatre caps magnètics, situats en els extrems d'una roda o tambor, desplaçats entre si 90 graus i incrustats en el propi tambor. Aquest girava transversalment respecte a una cinta magnètica de dues polzades d'amplada.
En aquest sistema (en desús total) la cinta és desplaçada pels caps magnètics a una velocitat de 38 centímetres per segon mentre el disco o tambor porta-capçals girava a 350 revolucions per segon (norma CCIR). Una guia de buit regulable assegurava el íntim contacte entre la cinta i el tambor. Com que simultàniament al desplaçament de la cinta magnètica es produïa un gir del tambor, les pistes gravades a la cinta eren paral·leles i cada pista contenia la informació corresponent a 15,625 línies de les 625 que conformen un quadre de televisió. Aquesta última característica impedia l'alentització i congelació de la imatge en la reproducció.
En addició a la pista de vídeo, aquest sistema posseïa una sola pista d'àudio professional i una pista de sincronitzadors que servia per regular la velocitat de desplaçament de la cinta amb l'objectiu que es produís una perfecte sincronització entre els caps magnètics lectors i les pistes magnètiques enregistrades a la cinta.
Els magnetoscopis d'enregistrament transversal presentaven dificultats relacionades amb l'excés d'amplada de banda, la impossibilitat de congelar i relantitzar la imatge, l'existència d'una sola pista d'àudio, el seu complex sistema de lectura de quatre caps magnètics que complicava el circuit i augmentava el pes i el volum des equips, etc.

## Enregistrament helicoidal
El excessiu volum i el preu dels primers magnetoscopis restringia el seu ús a les cadenes de televisió. Aquestes limitacions van impulsar als fabricants a centrar els seus esforços en el disseny de magnetoscopis més lleugers, mes econòmics i que, en addició, poguessin ampliar al seu camp d'ús més enllà de l'àmbit professional. Es volia ampliar el seu ús al camp industrial, al camp del reportatge i el documental i fins i tot al seu ús domèstic.
Durant la dècada dels 70 van aparèixer al mercat molts models de magnetoscopis destinats a cobrir aquesta necessitat. La major part d'aquests feien ús de l'enregistrament helicoidal.
En el sistema d'enregistrament helicoidal, la cinta magnètica envolta el tambor (formant una disposició en forma d'hèlice). Al tambor es troben els capçals magnètics de enregistrament i reproducció sobresortint lleugerament a través d'una esquerda. Les partícules estaven en íntim contacte amb les partícules ferromagnètiques de la cinta.Com a conseqüència de la combinació de l'enrotllat helicoidal de la cinta amb el desplaçament lineal d'aquesta, els capçals magnètics del tambor exploren la cinta de forma obliqua. És per això que la cinta enregistrada adopta una disposició obliqua també.
Existeixen diferents variants d'aquest sistema d'enregistrament. La més estesa és la disposició de dos capçals o caps magnètics diametralment oposats al tambor porta-capçals. Normalment, cada capçal grava una pista obliqua i paral·lela a l'anterior. La velocitat de gir del tambor de dos capçals és de 25 revolucions per segon, enregistrant així 50 camps per segon. L'enregistrament d'un camp d'imatge a cada línia fa possible l'alentització i congelació de la imatge en mode de reproducció. Per fer-ho, la cinta s'alenteix o s'atura mentre giren els caps magnètics lectors. La disposició obliqua de les pistes contribueix en gran part a un millor aprofitament de la superfície de la cinta que permet reduir, considerablement, la seva amplada. S'utilitzen formats de cinta d'una polzada, de mitja polzada, de 1/4 i, finalment, de 3/4 de polzada amb aquest sistema, així com de 8 mil·límetres.
En aquest sistema, seguint la línia de l'enregistrament transversal, es precisa, per la reproducció d'una cinta magnètica, d'un capçal que gravi els impuls dels sincronitzadors que regularan la velocitat del pas de la cinta i la seva alineació respecte el tambor d'enregistrament. Els impuls dels sincronitzadors són disposats en una pista longitudinal o bé son registrats pel capçal enregistrador junts amb el senyal de vídeo. Els sistemes helicoidals incorporen més d'una pista d'àudio (a diferència dels transversals), normalment entre dos i quatre, cosa que fa que ofereixin des de qualitat professional ("broadcast") fins a les necessitats més de l'àmbit domèstic. Els magnetoscopis helicoidals professionals actuals superen la qualitat obtinguda dels magnetoscopis transversals, amb els avantatges afegits de la reducció de cost, de pes i l'augment de les seves prestacions.

## Enregistrament en azimut
Els magnetoscopis quadrúplex, i una bona part de la gamma professional i industrial dels enregistradors de vídeo d'exploració helicoidal, deixen un espai buit o blanc entre línia i línia de la imatge. Aquest espai no enregistrat o marcat és la banda de seguretat i la seva funció és la d'evitar la diafonia o lectura del capçal magnètic reproductor de la pista que li correspon així com part de les pistes adjacents, fenomen que alteraria el senyal de sortida del magnetoscopi, afectant a la imatge conseqüentment.
Els magnetoscopis domèstics eliminen la banda de seguretat per obtenir una major densitat d'enregistrament i una major rendibilitat de la cinta. La diafonia s'evita mitjançant l'enregistrament azimutal. Per fer-ho, els entreferros de cada capçal magnètic es col·loquen en un angle diferent d'obliqüitat i en sentit invers. Així se suprimeixen les interferències de la lectura de les pistes adjacents seguint un principi de l'enregistrament magnètic que diu:
"Perquè l'amplitud d'un senyal registrat sigui màxima, l'entreferro s'haurà de situar perpendicularment a la cinta. Si no és així, l'amplitud decreix elevadament."
En la reproducció, els caps magnètics exploren la cinta camp rere camp. Mentre un capçal llegeix el camp que li correspon (situat perpendicularment a la pista, i obtenint en conseqüència, la màxima amplitud de senyal possible) les pistes adjacents (anterior i posterior) a la pista objecte de lectura, es troben amb una angulació oposada al cap magnètic, el que impossibilita que aquest cap pugui llegir-les. D'aquesta forma es minimitza l'efecte de la diafonia. Com que l'angle d'azimut és diferent per cada format, s'introdueix un nou element d'incompatibilitat.
En l'actualitat, alguns dels magnetoscopis més moderns i precisos han adoptat aquest sistema d'enregistrament, ja que aconsegueix un estalvi de cinta magnètica considerable.